# Quận Coke, Texas
Quận Coke (tiếng Anh: Coke County) là một quận tọa lạc ở cao nguyên Edwards trong tiểu bang Texas, Hoa Kỳ. Quận lỵ đóng ở thành phố Robert Lee6. Dân số năm 2000 là 3864 người. Đây là quận cấm hay quận khô của tiểu bang.